# Enrique Amrein
Enrique Víctor Amrein (n. Helvecia, 11 de mayo de 1959) es un militar argentino con el grado de brigadier general. Fue jefe del Estado Mayor General de la Fuerza Aérea desde enero de 2016 hasta febrero de 2020.
Ostentando el grado de brigadier, fue designado como jefe del Estado Mayor General de la Fuerza Aérea, máximo cargo de la fuerza, el día jueves 16 de enero de 2016. Asumió formalmente el cargo el 26 de enero de 2016.

## Carrera militar

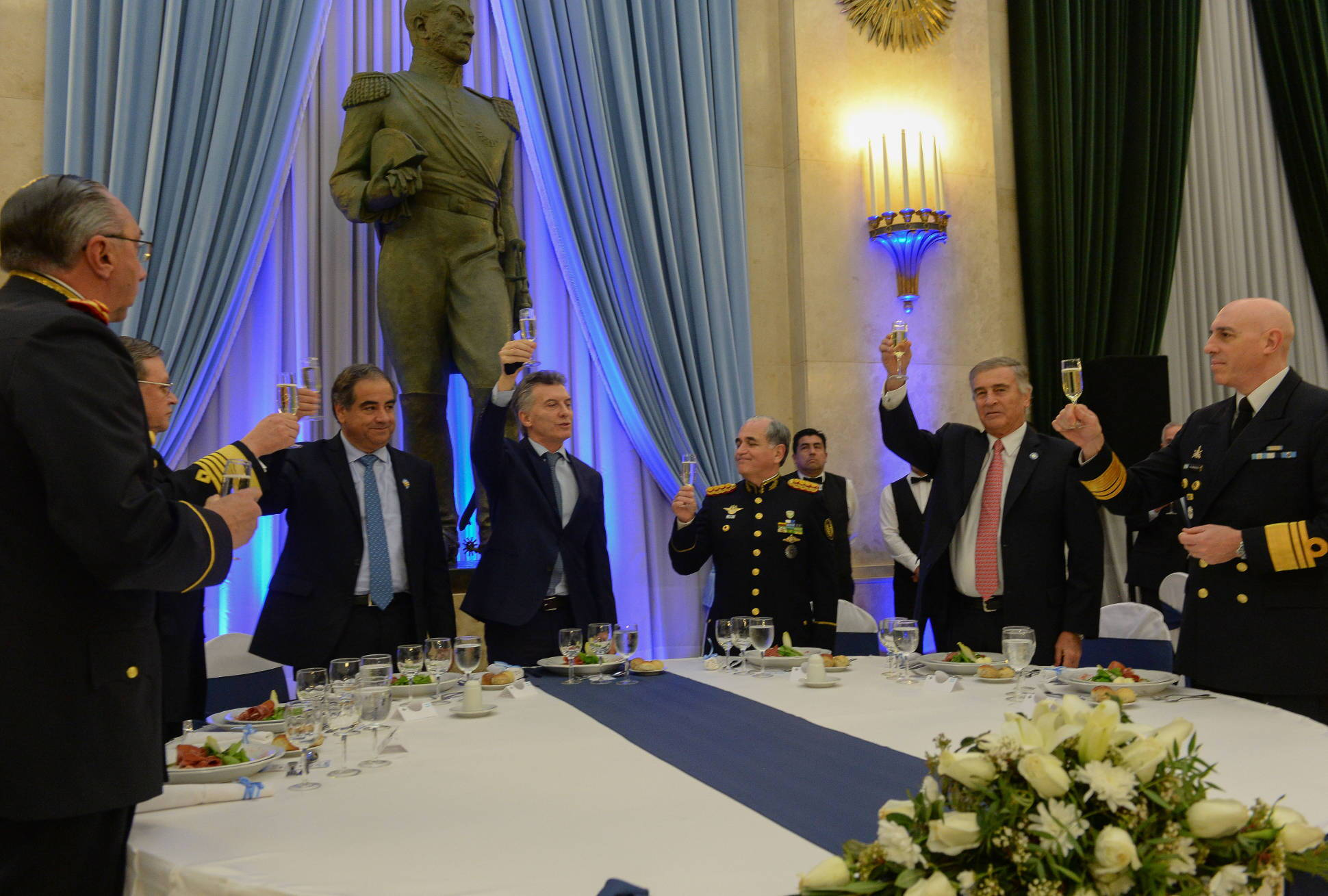
Cena de Camaradería de las Fuerzas Armadas de 2017. De Izquierda a derecha: Diego Suñer, Enrique Amrein, Julio Martínez, Mauricio Macri, Bari del Valle Sosa, Oscar Aguad y Miguel Ángel Máscolo.

Tras finalizar sus estudios secundarios, Enrique Amrein ingresó a la Escuela de Aviación Militar en el año 1977. Egresó a finales de 1980, con el grado de alférez. En 1981, realizó con éxito el curso de aviador milita. Durante la guerra de las Malvinas, en el año 1982. Con el grado de alférez colaboró con el Estado Mayor de la Fuerza Aérea Sur en Comodoro Rivadavia.
Amrein es piloto de combate, fue jefe de la VI Brigada Aérea de Tandil y se desempeñaba como director general de Educación de la Fuerza Aérea Argentina desde el 12 de septiembre de 2013.

### Jefe del Estado Mayor de la Fuerza Aérea Argentina
El jueves 14 de enero de 2016, el brigadier Enrique Amrein fue seleccionado para estar al frente de la Jefatura del Estado Mayor General de la Fuerza Aérea, reemplazando al brigadier general (R) Mario Callejo, en el marco de una renovación de las cúpulas de las tres Fuerzas Armadas llevada a cabo por el presidente Mauricio Macri, que significó también el relevo de los titulares de la Armada, almirante (R) Gastón Erice por el vicealmirante Marcelo Srur y del Ejército, teniente general (R) Ricardo Cundom, por el general de brigada Diego Suñer. Enrique Amrein juró el 26 de enero de 2016 como jefe del Estado Mayor de la Fuerza Aérea Argentina. La ceremonia de asunción se llevó a cabo en el helipuerto del Edificio Cóndor, con la presencia del ministro de Defensa Julio Martínez.
El 4 de abril de 2016 se efectivizó su ascenso al grado de brigadier mayor con fecha retroactiva al 31 de diciembre de 2015.
Su ascenso al rango de brigadier general tuvo lugar el 6 de septiembre de 2016, a través del decreto 989/2016, en el cual el presidente Mauricio Macri ascendió también al grado inmediato superior a los titulares de la Armada y del Ejército con fecha retroactiva al 18 de enero del mencionado año. En 2018 se denunció una de sus peores crisis en la fuerza que se cristaliza el éxodo masivo de pilotos, una reducción presupuestaria, bases aéreas semiparalizadas y una flota de aviones que en gran medida se encuentra fuera de actividad por problemas de equipamiento y mantenimiento, ese mismo año 45 pilotos operativos y quedaron sólo 270, hubo una disminución de un promedio del 40 por ciento en funcionamiento servicios de la Fuerza Aérea y de la incorporación de bienes del 2018. En 2018 durante su gestión causó polémica la filtración de la banda de la Fuerza Aérea Argentina que interpretó el himno británico para celebrar el cumpleaños de la reina Isabel II. La interpretación de God save the Queen para festejar el cumpleaños de Isabel II causó mlestar en la Fuerza Aérea por la participación de su banda en un acto en la Embajada británica el gesto generó polémica y críticas en la sociedad e incluso entre las filas militares.

### Recambio de cúpulas militares y pase a retiro

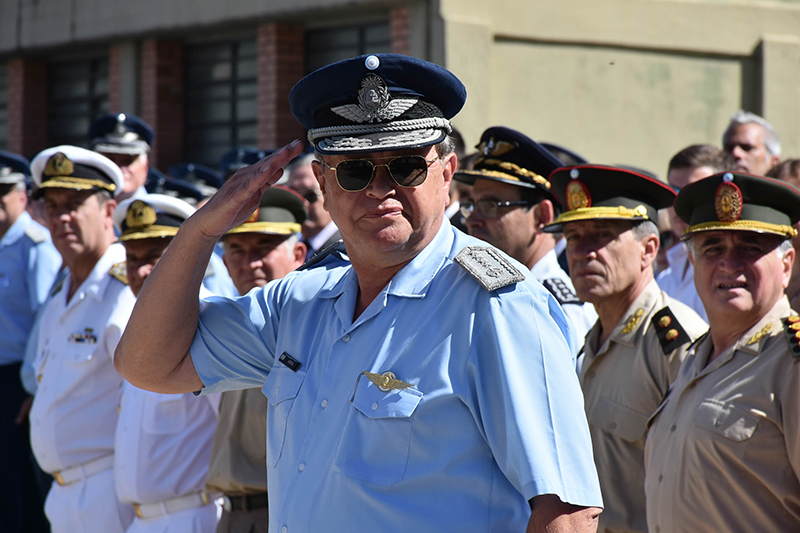
Amrein, el día de su pase a retiro, 28 de febrero de 2020.

Tras poco más de dos meses de haber jurado como presidente, Alberto Fernández dispuso el recambio de las autoridades militares de las tres fuerzas armadas el 22 de febrero de 2020. Las nuevas autoridades designadas por el jefe de Estado fueron el general de brigada Juan Martín Paleo como jefe del Estado Mayor Conjunto; el contralmirante Julio Guardia como nuevo titular de la Armada; el general de brigada Agustín Humberto Cejas en calidad de jefe del Ejército; el brigadier Xavier Isaac como reemplazante de Amrein en la Fuerza Aérea.
Xavier Isaac juró como nuevo titular de la Jefatura del EMGFA el 28 de febrero de 2020 y con este recambio, tras el retiro del brigadier general Enrique Amrein, no quedan más veteranos de la Guerra de Malvinas en actividad en su fuerza.

## Condecoraciones y distintivos
Durante su carrera ha recibido numerosas condecoraciones y distintivos:
- «Oficial de Estado Mayor» Escuela Superior de Guerra Aérea (Argentina)
- «Curso de Comando y Estado Mayor» en el Reino de España.
- «Distintivo Aviador Militar» Escuela de Aviación Militar (Argentina)
- «Distintivo por la Campaña Malvinas»
- «Medalla El Honorable Congreso de la Nación a los Combatientes en Malvinas»
- «Distintivo Escuela de Aviación Militar» EAM (Argentina)
- «Curso Superior de Comando» en Escuela Superior de Guerra Aérea (Argentina)
- «Curso Básico de Conducción» en Escuela Superior de Guerra Aérea (Argentina)
- «Condecoración de la Fuerza Aérea Argentina por su participación en la Guerra de las Islas Malvinas»
- «Curso de Estandarización para Aviadores de Combate» (CEPAC)
- «Condecoración Conferencia de Jefes de Estado Mayor de las Fuerzas Aéreas Americanas en el Grado de Oficial»
- «Condecoración al Mérito Militar otorgada por las Fuerzas de Defensa del Estado de Israel»
- «Medalla al Mérito Santos Dumont otorgada por la Fuerza Aérea Brasileña»
- «Condecoración Orden al Mérito Aeronáutico en el Grado de Gran Oﬁcial, otorgada por el Presidente de la República Federativa del Brasil»
- «Condecoración Estrella de las Fuerzas Armadas del Ecuador en el Grado de “Gran Estrella al Mérito Militar” otorgada por el Ministerio de Defensa Nacional del Ecuador»
- «Condecoración Legión al Mérito en el Grado de “Comandante” otorgada por el Secretario de Defensa de los Estados Unidos de América.»
- «Orden al Mérito Newberiano en Primer Grado otorgada por el Instituto Nacional Newberiano y reconocimiento como Miembro de Honor del citado Instituto.»
- Orden al Mérito Santos-Dumont ( Brasil, 2016).[16]
- Medalla al Mérito Aeronáutico en el grado Gran Oficial ( Uruguay, 2018).[17]